# Dolna Mitropoliya (huyện)
Dolna Mitropoliya là một huyện thuộc tỉnh Pleven, Bungaria. Dân số thời điểm năm 2001 là 25311 người.